# Савон, Феликс
Фе́ликс Саво́н Фабре́ (исп. Félix Savón Fabré, род. 22 сентября 1967 года, Сан-Висенте, Гуантанамо, Куба) — кубинский боксёр-любитель, трёхкратный олимпийский чемпион (1992, 1996, 2000; один из трёх трёхкратных олимпийских чемпионов по боксу), пятикратный чемпион мира (1986, 1989, 1991, 1993, 1995), трёхкратный чемпион Панамериканских игр (1987, 1991, 1995), трёхкратный обладатель Кубка мира (1987, 1990, 1994), двукратный чемпион Игр Доброй воли (1990, 1994). Кавалер Олимпийского ордена (2001).
Дядя призёра Олимпийских игр 2016 года боксёра Эрисланди Савона.